# プラズマシート

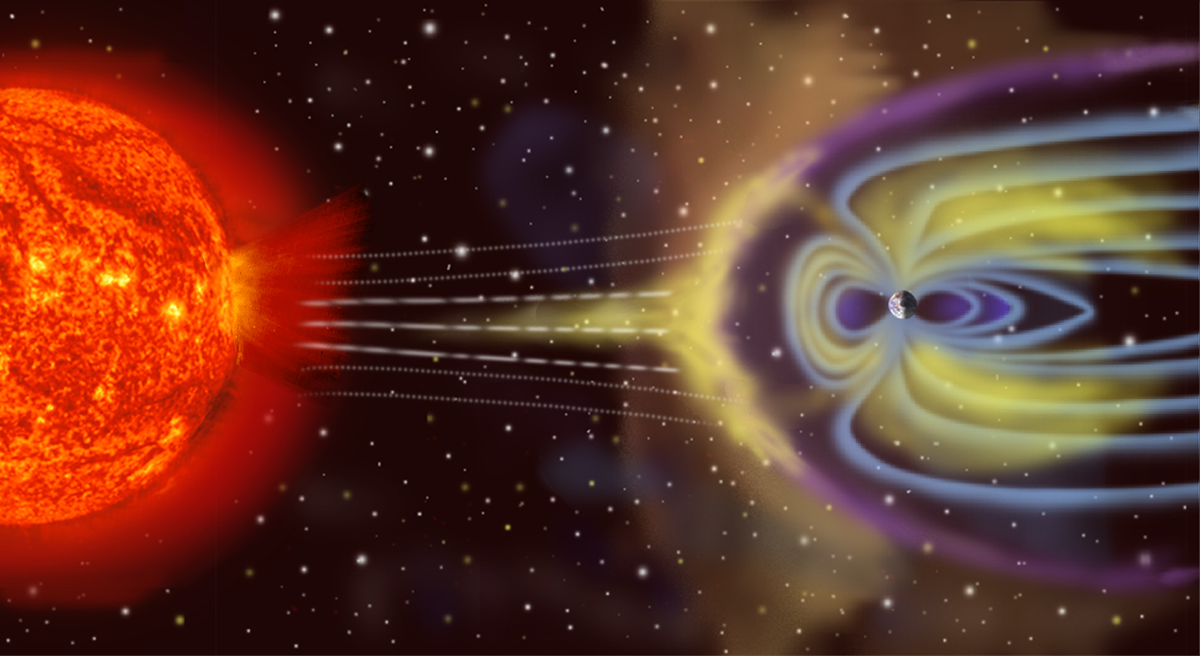
磁気圏のイメージ

プラズマシート(plasma sheet)とは、磁気圏において、赤道面付近で磁気圏の北側のローブと南側のローブの間に位置し、熱いプラズマの密度が濃く、磁場が弱いシート状の領域である。
磁気圏は、太陽風等の荷電粒子の流れと惑星等の磁場の相互作用で形成される。地球を含む固有の磁場を持つ全ての惑星は磁気圏に囲まれている。